# Hypoglycémie hypocétosique
L'hypoglycémie hypocétosique est un symptôme rare associant une hypoglycémie et une baisse de production des corps cétoniques (acétone, acétylacétate et β-D-hydroxybutyrate) constituant l'hypocétonémie. C'est un signe de troubles du métabolisme des acides gras propres à quelques maladies orphelines. L'hypocétonémie est toujours pathologique.

## Mécanismes
Lorsque l'organisme humain ne dispose plus d'assez de glucose (source principale d'énergie) pour assurer une glycémie suffisante, et à défaut d'un apport de sucres urgent (par la nutrition par exemple), il a recours à la néoglucogénèse en utilisant diverses réserves (lactate, pyruvate, graisses) pour fabriquer des substrats alternatifs. Les réserves de graisses sont constituées d'acides gras principalement de glycérol. Cette voie d'oxydation des acides gras se déroule dans les mitochondries principalement du foie par la β-oxydation,. Cette néoglucogénèse à partir d'acide gras s'accompagne de la production de corps cétoniques dont le taux sanguin augmente, on parle d'hypercétose. Mais lorsque la néoglucogénèse à partir de glycérol ne se déroule pas normalement au sein des mitochondries, l'hypoglycémie persiste ou s'aggrave et le taux de corps cétoniques baisse constituant l'hypoglycémie hypocétosique,.

## Étiologies
Les causes principales d'hypocétose associée à une hypoglycémie sont des troubles du cycle de la β-oxydation des acides gras et du glycérol au sein des mitochondries. Il s'agit de maladies héréditaires, rares, autosomiques récessives qui se manifestent au décours du jeûne (qui n'a pas besoin d'être long chez le nourrisson, simple retard d'un repas) puisque celui-ci engendre très vite une hypoglycémie et donc la β-oxydation. Ce sont principalement le déficit systémique primaire en carnitine (ou déficit en captation de la carnitine) , le déficit en carnitine palmitoyl transférase I (déficit en CPT-I), le déficit en carnitine palmitoyl transférase II (déficit en CPT-II) dans sa forme grave néonatale, le déficit en acyl-coenzyme A déshydrogénase des acides gras à chaîne très longue (VLCAD), le déficit en 3-hydroxyacyl-coenzyme A déshydrogénase des acides gras à chaîne longue (LCHAD), le déficit en acyl-coenzyme A déshydrogénase des acides gras à chaîne moyenne (MCAD) et l'acidémie glutarique de type II (ou acidurie glutarique de type II),,.